# Neuraeschna tapajonica
Neuraeschna tapajonica – gatunek ważki z rodziny żagnicowatych (Aeshnidae).